# Strookpatroongroep

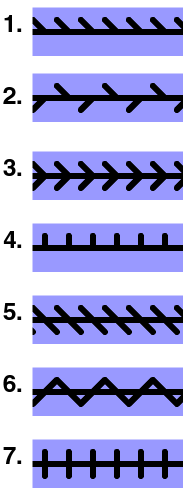
De 7 strookpatroongroepen

Het geheel van symmetrie van een tweedimensionaal patroon met translatiesymmetrie in precies één richting kan worden beschouwd op het gehele vlak of op een oneindige strook (lint, band). In beide gevallen kunnen de symmetrieën worden ingedeeld in 7 categorieën, die strookpatroongroepen worden genoemd. Op een strook is er sowieso geen translatiesymmetrie in meer dan een richting.
Binnen een categorie kunnen parameters variëren (translatievector, en positie van eventuele spiegels en/of rotatiepunten), bij een gegeven strook in mindere mate dan bij het vlak, maar is het geheel van symmetrie in essentie hetzelfde. Aangezien de symmetriegroep van een patroon de exacte symmetrie representeert is een strookpatroongroep een categorie van symmetriegroepen. Bij symmetrie op het gehele vlak is de translatie-afstand slechts een parameter van uniforme verschaling, bij een strook van een gegeven breedte is de translatie-afstand een meer wezenlijke parameter.
Strookpatronen worden onder andere toegepast in de architectuur als friezen.
In de beschrijving en afbeeldingen wordt hier uitgegaan van een horizontale oneindige strook. De horizontale lijn in het midden wordt de middenlijn genoemd.
De 7 strookpatroongroepen worden ieder gekarakteriseerd doordat de elementen van de symmetriegroepen behalve uit de zich repeterende translatie uit nul of meer van de volgende isometrieën zijn opgebouwd:
- rotatie over een hoek van 180° om een punt op de middenlijn
- spiegelingen, in de middenlijn of een verticale lijn

Een glijspiegeling is een combinatie van een spiegeling in een verticale lijn en een translatie. Een niet-triviale bevat een translatie over een afstand van de helft van de translatie-afstand. Zo'n glijspiegeling kan zelfstandig voorkomen, maar ook met zich meegebracht worden door een verticale spiegellijn en een rotatiepunt op een afstand van een kwart van de translatie-afstand.
De 7 strookpatronen staan hieronder genoemd en rechts afgebeeld. Er staat niet steeds bij dat zij ook door de translatievector worden voortgebracht.
- met chirale versie C∞, dus zonder rotatie:
  - 1. C∞, uitsluitend voortgebracht door de translatievector, algebraïsch: Z.
  - 2. S∞, voortgebracht door een glijspiegeling die bestaat uit de helft van de translatievector met tegelijk een spiegeling in de horizontale lijn, algebraïsch: Z.
  - 3. C∞h, voortgebracht door een spiegeling in een horizontale lijn, algebraïsch: Z × Z2.
  - 4. C∞v, voortgebracht door een spiegeling in een verticale lijn, algebraïsch: Dih∞, de oneindige dihedrale groep
- met chirale versie D∞, met een rotatie:
  - 5. D∞, voortgebracht door uitsluitend een rotatie over 180°, algebraïsch: Dih∞
  - 6. D∞d, voortgebracht door een rotatie over 180° en een spiegeling over een verticale lijn, algebraïsch: Dih∞
  - 7. D∞h, voortgebracht door de volgende drie: een spiegeling in een horizontale lijn, een spiegeling in een verticale lijn en een rotatie over 180°, algebraïsch: Dih∞  × Z2.

Strookpatroongroepen zijn nauw verwant aan de zeven reeksen van symmetriegroepen in 3D met bij de laatste rotatie in plaats van translatie, en zijn min of meer te beschouwen als het geval n = ∞, de notatie is daar ook op gebaseerd. Strookpatroongroepen zijn in zoverre eenvoudiger dat er geen onderscheid aan de orde is tussen even en oneven n, en ook geen uitzonderingen voor kleine waarden van n; ook speelt alles zich af in 2D. Daar staat tegenover dat de groepen oneindig groot zijn.
Wanneer de translatiesymmetrie van een tweedimensionaal patroon zich over ten minste twee richtingen uitstrekt, zijn er de 17 behangpatroongroepen.

## Complexe vlak
In termen van isometrieën in het complexe vlak kunnen de isometrieën van strookpatroongroepen met de reële as als centrale lijn en translatiegetal 1 geschreven worden als:
- {\displaystyle f(z)=z+b}, {\displaystyle b} geheel; translatie
- {\displaystyle f(z)=b-z}, {\displaystyle b} geheel; rotatie om {\displaystyle b/2}
- {\displaystyle f(z)=b-{\overline {z}}}, {\displaystyle b} geheel; spiegeling in de verticale lijn {\displaystyle z=b/2}
- {\displaystyle f(z)={\overline {z}}+b/2}, {\displaystyle b} even; glijspiegeling met translatiegetal {\displaystyle b/2}
- {\displaystyle f(z)={\overline {z}}+b/2}, {\displaystyle b} oneven; glijspiegeling met translatiegetal {\displaystyle b/2}

De isometrieën van de eerste soort worden voortgebracht door de translatie {\displaystyle f(z)=z+1}, die van de andere vier soorten door deze translatie en daarbij respectievelijk extra:
1. {\displaystyle f(z)=-z}; rotatie om 0
2. {\displaystyle f(z)=-{\overline {z}}}; spiegeling in de imaginaire as
3. {\displaystyle f(z)={\overline {z}}}; spiegeling in de reële as
4. {\displaystyle f(z)={\overline {z}}+1/2}; glijspiegeling met translatiegetal {\displaystyle 1/2}

De strookpatroongroepen hebben, in de boven gehanteerde volgorde, respectievelijk de volgende extra's: niets, 4, 3, 2, 1, 24 en 123, waarbij 123 wordt voortgebracht door elk tweetal 12, 13 en 23.

## Normaaldeler
In de euclidische groep {\displaystyle E(2)} van isometrieën van het vlak is de groep van alle translaties een normaaldeler. In een isometriegroep met geen andere translaties dan veelvouden van een bepaalde translatievector is de groep van deze translaties een normaaldeler. Afhankelijk van de strookpatroongroep waaronder deze isometriegroep valt, zijn er 1, 2 of 4 equivalentieklassen.